# Amphiophiura scutata
Amphiophiura scutata är en ormstjärneart som först beskrevs av George Richard Lyman 1883.  Amphiophiura scutata ingår i släktet Amphiophiura och familjen fransormstjärnor. Inga underarter finns listade i Catalogue of Life.